# Salvatore Bagni
Salvatore Bagni (Correggio, 25 settembre 1956) è un ex calciatore e dirigente sportivo italiano, di ruolo attaccante o centrocampista.

## Biografia
Figlio d'arte, il padre Luciano (1927-2011) giocò nel Licata e nel Gela; questi, proprio durante i trascorsi in Sicilia conobbe sua moglie, la futura madre di Salvatore, originaria di Gela.
È sposato con Letizia dalla quale ha avuto tre figli, Elisabetta, Gian Luca e Raffaele, quest'ultimo morto nel 1992 a 3 anni in un incidente stradale; l'anno seguente la salma del figlio è stata trafugata e, dopo un'iniziale richiesta di riscatto, i familiari non hanno mai più ricevuto alcuna notizia.

## Caratteristiche tecniche
Bagni nacque come attaccante di fascia, ruolo in cui salì alla ribalta. Nella seconda fase della sua carriera, arretrò il suo raggio d'azione e si trasformò in centrocampista grintoso e irruento, ma dotato di buona tecnica di base.

## Carriera

### Giocatore

#### Club

##### Carpi
Iniziò la carriera da professionista a 18 anni con due stagioni nel Carpi, in Serie D, dove si mostrò molto prolifico a rete; contemporaneamente svolse il servizio militare presso il Battaglione Logistico dell'Accademia militare di Modena, per la quale vinse il Torneo di calcio "Città di Modena".

##### Perugia

Bagni al Perugia nel 1979

Poco più che ventenne, nella stagione 1977-1978 si trasferì al Perugia – compiendo un quadruplo salto di categoria dalla D alla Serie A – nel quale militò per quattro anni, esordendo in massima serie l'11 settembre 1977 in occasione di una trasferta sul campo dell'Atalanta (1-1). Nonostante la giovane età, in poco tempo Bagni seppe conquistarsi un posto nell'undici titolare, divenendo una pedina inamovibile della squadra biancorossa.
Giostrando da ala destra, Bagni fu uno dei punti di forza del Perugia dei miracoli di fine anni 1970, che nella stagione 1978-1979 terminò il campionato al secondo posto e stabilì un sorprendente record d'imbattibilità. Con la maglia dei biancorossi esplose ad alti livelli, e conquistò la prima chiamata in nazionale.

##### Inter
Il suo rendimento in Umbria gli consentì il passaggio all'Inter alla vigilia del torneo 1981-1982, dove finì per raccogliere l'eredità di Gabriele Oriali come mediano.

Bagni (a sinistra) all'Inter durante il derby del 7 marzo 1982, contrastato dal milanista Venturi.

Nella sua prima stagione in nerazzurro vinse la Coppa Italia. Fu a Milano che l'allora tecnico Rino Marchesi, all'inizio del campionato 1982-1983, lo stabilizzò come pedina di centrocampo, facendone uno dei migliori centrali d'Europa. Lasciò l'Inter alla fine della stagione, a seguito di una violenta lite col neopresidente del club Ernesto Pellegrini.

##### Napoli
Nell'estate 1984 fu così chiamato dal Napoli, per rinforzarne la mediana e mettere a disposizione di Maradona e compagni le sue doti in fase di interdizione e costruzione del gioco. Il centrocampista rimase all'ombra del Vesuvio per quattro stagioni, culminate nella vittoriosa annata 1986-1987 in cui il club partenopeo mise a segno uno storico double, vincendo il primo scudetto della sua storia insieme alla Coppa Italia.
Nel campionato successivo il Napoli, per diversi mesi saldamente in testa alla classifica, nelle ultime giornate conobbe un'improvvisa crisi di risultati che consegnò il titolo, dopo un'appassionante rimonta, al Milan. Il calo finale dei campani fu attribuito, da taluni, all'aperta ribellione di Bagni e di altri tre compagni di squadra (Giordano, Garella e Ferrario) nei confronti dell'allenatore Ottavio Bianchi; circostanza sempre smentita dallo stesso Bagni. L'epilogo amaro della stagione segnò comunque la chiusura del rapporto tra i quattro e il club azzurro.
Nella stessa stagione, peraltro, era stato protagonista di uno spiacevole gesto nel derby del Sole del 25 ottobre 1987 contro la Roma. Con gli azzurri in svantaggio per 0-1 e ridotti in nove uomini, al pareggio partenopeo siglato da Francini, Bagni festeggiò compiendo il gesto dell'ombrello sotto la curva giallorossa. Quella partita segnò, non esclusivamente per quel gesto, la fine del gemellaggio tra le tifoserie napoletane e romaniste. Più volte Bagni, nel corso degli anni, si è scusato dichiarando di essere stato, in quel momento, accecato dalla rabbia visto che nel corso della gara i tifosi capitolini lo ricoprirono di insulti.

##### Avellino
Nell'estate successiva trova l'accordo con il Bologna trasferendosi così in Emilia dove inizia la preparazione; ma alcuni cavilli legali, legati al vecchio contratto con il Napoli, bloccano di fatto il suo trasferimento (giocherà una sola partita in rossoblù, un'amichevole sul campo del Lugano).
Risolti i problemi burocratici, chiuse la carriera in Serie B con la maglia dell'Avellino, nel 1989. In totale ha segnato 48 gol in Serie A.

#### Nazionale

Bagni in azione con la maglia dell'Italia nel 1984

Bagni giocò nell'Italia under 21 dal 1978 al 1980, periodo nel quale disputò 12 gare segnando 5 reti, compresa una tripletta contro la Grecia under 21. Partecipò inoltre a due europei di categoria.
Convocato dal commissario tecnico Enzo Bearzot, esordì in nazionale maggiore il 6 gennaio 1981 a Montevideo, subentrando a Bruno Conti nella partita contro i Paesi Bassi (1-1) valevole per il Mundialito. Non partecipò al campionato del mondo 1982, ma dal 1983 divenne una presenza fissa nel centrocampo degli Azzurri.
Realizzò il suo primo gol in nazionale il 4 febbraio 1984, nella gara amichevole vinta per 5-0 contro il Messico a Roma: la sua rete, siglata dopo appena 20 secondi di gioco, rimase per i successivi ventinove anni la più veloce nella storia azzurra prima di essere superata, per un solo secondo, da quella di Emanuele Giaccherini ad Haiti nel 2013.

Bagni (accosciato, primo da sinistra) in nazionale alla vigilia del

Partecipò da titolare al campionato del mondo 1986 dove l'Italia, campione uscente, venne eliminata agli ottavi di finale dalla Francia.
Confermato dal nuovo selezionatore Azeglio Vicini, ottenne 7 presenze e un gol durante le qualificazioni al campionato d'Europa 1988, ma non venne incluso nella lista dei convocati per la fase finale del torneo continentale in Germania Ovest. Disputò la sua ultima gara il 5 dicembre 1987 a San Siro contro il Portogallo (3-0), chiudendo la sua esperienza in maglia azzurra con 41 presenze e 5 reti.

### Dirigente
Nel 1999 ha ricoperto il ruolo di consulente tecnico della Lazio, oltre che direttore generale del Napoli. Il 21 maggio 2011 viene assunto dal Bologna come consulente tecnico, ma appena due mesi dopo, il 25 luglio viene sollevato dall'incarico; ciò nonostante, il 19 dicembre 2013 viene ingaggiato nuovamente come consulente tecnico dai felsinei.

### Dopo il ritiro
Negli anni 1990 e 2000 è stato commentatore delle partite di calcio nelle reti Fininvest, di Stream TV e successivamente di Sky. Dal 2008 commenta con Marco Civoli le gare di Coppa Italia e della UEFA Champions League trasmesse dalla Rai; è stato inoltre, nello stesso periodo, presenza fissa de La Domenica Sportiva di Massimo De Luca. In seguito è stato scelto per commentare, sempre con Civoli, anche le partite della nazionale italiana al campionato d'Europa 2008, alla FIFA Confederations Cup 2009 e al campionato del mondo 2010.
Negli anni seguenti ha gestito con il figlio Gian Luca, procuratore, l'agenzia Be Gr8 Sport.

## Statistiche

### Presenze e reti nei club
| Stagione        | Squadra         | Campionato      | Campionato | Campionato | Coppe nazionali | Coppe nazionali | Coppe nazionali | Coppe continentali | Coppe continentali | Coppe continentali | Totale | Totale |
| Stagione        | Squadra         | Comp            | Pres       | Reti       | Comp            | Pres            | Reti            | Comp               | Pres               | Reti               | Pres   | Reti   |
| --------------- | --------------- | --------------- | ---------- | ---------- | --------------- | --------------- | --------------- | ------------------ | ------------------ | ------------------ | ------ | ------ |
| 1975-1976       | Carpi           | D               | 30         | 9          | CI-D            | ?               | ?               | -                  | -                  | -                  | ?      | ?      |
| 1976-1977       | Carpi           | D               | 31         | 14         | CI-D            | ?               | ?               | -                  | -                  | -                  | ?      | ?      |
| Totale Carpi    | Totale Carpi    | Totale Carpi    | 61         | 23         |                 | ?               | ?               |                    | -                  | -                  | ?      | ?      |
| 1977-1978       | Perugia         | A               | 27         | 5          | CI              | ?               | ?               | -                  | -                  | -                  | ?      | ?      |
| 1978-1979       | Perugia         | A               | 28         | 8          | CI              | 3               | 0               | -                  | -                  | -                  | 31     | 8      |
| 1979-1980       | Perugia         | A               | 25         | 6          | CI              | ?               | ?               | CU                 | ?                  | ?                  | ?      | ?      |
| 1980-1981       | Perugia         | A               | 29         | 5          | CI              | ?               | ?               | -                  | -                  | -                  | ?      | ?      |
| Totale Perugia  | Totale Perugia  | Totale Perugia  | 109        | 24         |                 | ?               | ?               |                    | -                  | -                  | ?      | ?      |
| 1981-1982       | Inter           | A               | 27         | 5          | CI              | 10              | 2               | CU                 | 3                  | 1                  | 40     | 8      |
| 1982-1983       | Inter           | A               | 28         | 5          | CI              | 10              | 0               | CdC                | 6                  | 0                  | 44     | 5      |
| 1983-1984       | Inter           | A               | 27         | 2          | CI              | 5               | 1               | CU                 | 5                  | 1                  | 37     | 4      |
| Totale Inter    | Totale Inter    | Totale Inter    | 82         | 12         |                 | 25              | 3               |                    | 14                 | 2                  | 121    | 17     |
| 1984-1985       | Napoli          | A               | 25         | 0          | CI              | 7               | 1               | -                  | -                  | -                  | 32     | 1      |
| 1985-1986       | Napoli          | A               | 27         | 4          | CI              | 3               | 1               | -                  | -                  | -                  | 30     | 5      |
| 1986-1987       | Napoli          | A               | 28         | 4          | CI              | 10              | 3               | CU                 | 2                  | 0                  | 40     | 7      |
| 1987-1988       | Napoli          | A               | 26         | 4          | CI              | 5               | 0               | CC                 | 2                  | 0                  | 33     | 4      |
| Totale Napoli   | Totale Napoli   | Totale Napoli   | 106        | 12         |                 | 25              | 5               |                    | 4                  | 0                  | 135    | 17     |
| 1988-1989       | Avellino        | B               | 23         | 2          | CI              | ?               | ?               | -                  | -                  | -                  | ?      | ?      |
| Totale carriera | Totale carriera | Totale carriera | 381        | 73         |                 | ?               | ?               |                    | -                  | -                  | ?      | ?      |

### Cronologia presenze e reti in nazionale
| Cronologia completa delle presenze e delle reti in nazionale ― Italia | Cronologia completa delle presenze e delle reti in nazionale ― Italia | Cronologia completa delle presenze e delle reti in nazionale ― Italia | Cronologia completa delle presenze e delle reti in nazionale ― Italia | Cronologia completa delle presenze e delle reti in nazionale ― Italia | Cronologia completa delle presenze e delle reti in nazionale ― Italia | Cronologia completa delle presenze e delle reti in nazionale ― Italia | Cronologia completa delle presenze e delle reti in nazionale ― Italia |
| Data                                                                  | Città                                                                 | In casa                                                               | Risultato                                                             | Ospiti                                                                | Competizione                                                          | Reti                                                                  | Note                                                                  |
| --------------------------------------------------------------------- | --------------------------------------------------------------------- | --------------------------------------------------------------------- | --------------------------------------------------------------------- | --------------------------------------------------------------------- | --------------------------------------------------------------------- | --------------------------------------------------------------------- | --------------------------------------------------------------------- |
| 6-1-1981                                                              | Montevideo                                                            | Paesi Bassi                                                           | 1 – 1                                                                 | Italia                                                                | Mundialito - 1º turno                                                 | -                                                                     | 46’                                                                   |
| 25-2-1981                                                             | Roma                                                                  | Italia                                                                | 0 – 3                                                                 | Europa                                                                | Amichevole                                                            | -                                                                     | 67’                                                                   |
| 19-4-1981                                                             | Udine                                                                 | Italia                                                                | 0 – 0                                                                 | Germania Est                                                          | Amichevole                                                            | -                                                                     |                                                                       |
| 5-10-1983                                                             | Bari                                                                  | Italia                                                                | 3 – 0                                                                 | Grecia                                                                | Amichevole                                                            | -                                                                     |                                                                       |
| 15-10-1983                                                            | Napoli                                                                | Italia                                                                | 0 – 3                                                                 | Svezia                                                                | Qual. Euro 1984                                                       | -                                                                     |                                                                       |
| 16-11-1983                                                            | Praga                                                                 | Cecoslovacchia                                                        | 2 – 0                                                                 | Italia                                                                | Qual. Euro 1984                                                       | -                                                                     | 75’                                                                   |
| 22-12-1983                                                            | Perugia                                                               | Italia                                                                | 3 – 1                                                                 | Cipro                                                                 | Qual. Euro 1984                                                       | -                                                                     |                                                                       |
| 4-2-1984                                                              | Roma                                                                  | Italia                                                                | 5 – 0                                                                 | Messico                                                               | Amichevole                                                            | 1                                                                     |                                                                       |
| 3-3-1984                                                              | Istanbul                                                              | Turchia                                                               | 1 – 2                                                                 | Italia                                                                | Amichevole                                                            | 1                                                                     | 46’                                                                   |
| 7-4-1984                                                              | Verona                                                                | Italia                                                                | 1 – 1                                                                 | Cecoslovacchia                                                        | Amichevole                                                            | 1                                                                     |                                                                       |
| 22-5-1984                                                             | Zurigo                                                                | Germania Ovest                                                        | 1 – 0                                                                 | Italia                                                                | Amichevole                                                            | -                                                                     |                                                                       |
| 26-5-1984                                                             | Toronto                                                               | Canada                                                                | 0 – 2                                                                 | Italia                                                                | Amichevole                                                            | -                                                                     | 69’                                                                   |
| 30-5-1984                                                             | New York                                                              | Stati Uniti                                                           | 0 – 0                                                                 | Italia                                                                | Amichevole                                                            | -                                                                     | 41’                                                                   |
| 26-9-1984                                                             | Milano                                                                | Italia                                                                | 1 – 0                                                                 | Svezia                                                                | Amichevole                                                            | -                                                                     |                                                                       |
| 3-11-1984                                                             | Losanna                                                               | Svizzera                                                              | 1 – 1                                                                 | Italia                                                                | Amichevole                                                            | -                                                                     |                                                                       |
| 8-12-1984                                                             | Pescara                                                               | Italia                                                                | 2 – 0                                                                 | Polonia                                                               | Amichevole                                                            | -                                                                     | 61’                                                                   |
| 5-2-1985                                                              | Dublino                                                               | Irlanda                                                               | 1 – 2                                                                 | Italia                                                                | Amichevole                                                            | -                                                                     |                                                                       |
| 13-3-1985                                                             | Atene                                                                 | Grecia                                                                | 0 – 0                                                                 | Italia                                                                | Amichevole                                                            | -                                                                     |                                                                       |
| 3-4-1985                                                              | Ascoli Piceno                                                         | Italia                                                                | 2 – 0                                                                 | Portogallo                                                            | Amichevole                                                            | -                                                                     |                                                                       |
| 2-6-1985                                                              | Città del Messico                                                     | Messico                                                               | 1 – 1                                                                 | Italia                                                                | Amichevole                                                            | -                                                                     |                                                                       |
| 6-6-1985                                                              | Città del Messico                                                     | Italia                                                                | 2 – 1                                                                 | Inghilterra                                                           | Amichevole                                                            | 1                                                                     |                                                                       |
| 25-9-1985                                                             | Lecce                                                                 | Italia                                                                | 1 – 2                                                                 | Norvegia                                                              | Amichevole                                                            | -                                                                     |                                                                       |
| 16-11-1985                                                            | Chorzów                                                               | Polonia                                                               | 1 – 0                                                                 | Italia                                                                | Amichevole                                                            | -                                                                     |                                                                       |
| 5-2-1986                                                              | Avellino                                                              | Italia                                                                | 1 – 2                                                                 | Germania Ovest                                                        | Amichevole                                                            | -                                                                     | 84’                                                                   |
| 26-3-1986                                                             | Udine                                                                 | Italia                                                                | 2 – 1                                                                 | Austria                                                               | Amichevole                                                            | -                                                                     |                                                                       |
| 11-5-1986                                                             | Napoli                                                                | Italia                                                                | 2 – 0                                                                 | Cina                                                                  | Amichevole                                                            | -                                                                     | 75’                                                                   |
| 31-5-1986                                                             | Città del Messico                                                     | Italia                                                                | 1 – 1                                                                 | Bulgaria                                                              | Mondiali 1986 - 1º turno                                              | -                                                                     |                                                                       |
| 5-6-1986                                                              | Puebla                                                                | Italia                                                                | 1 – 1                                                                 | Argentina                                                             | Mondiali 1986 - 1º turno                                              | -                                                                     |                                                                       |
| 10-6-1986                                                             | Puebla                                                                | Italia                                                                | 3 – 2                                                                 | Corea del Sud                                                         | Mondiali 1986 - 1º turno                                              | -                                                                     | 68’                                                                   |
| 17-6-1986                                                             | Città del Messico                                                     | Francia                                                               | 2 – 0                                                                 | Italia                                                                | Mondiali 1986 - Ottavi di finale                                      | -                                                                     |                                                                       |
| 8-10-1986                                                             | Bologna                                                               | Italia                                                                | 2 – 0                                                                 | Grecia                                                                | Amichevole                                                            | -                                                                     | 57’                                                                   |
| 5-11-1986                                                             | Milano                                                                | Italia                                                                | 3 – 2                                                                 | Svizzera                                                              | Qual. Euro 1988                                                       | -                                                                     |                                                                       |
| 6-12-1986                                                             | La Valletta                                                           | Malta                                                                 | 0 – 2                                                                 | Italia                                                                | Qual. Euro 1988                                                       | -                                                                     | 65’                                                                   |
| 24-1-1987                                                             | Bergamo                                                               | Italia                                                                | 5 – 0                                                                 | Malta                                                                 | Qual. Euro 1988                                                       | 1                                                                     | 56’                                                                   |
| 14-2-1987                                                             | Lisbona                                                               | Portogallo                                                            | 0 – 1                                                                 | Italia                                                                | Qual. Euro 1988                                                       | -                                                                     |                                                                       |
| 18-4-1987                                                             | Colonia                                                               | Germania Ovest                                                        | 0 – 0                                                                 | Italia                                                                | Amichevole                                                            | -                                                                     | 73’                                                                   |
| 10-6-1987                                                             | Zurigo                                                                | Italia                                                                | 3 – 1                                                                 | Argentina                                                             | Amichevole                                                            | -                                                                     | 88’                                                                   |
| 23-9-1987                                                             | Pisa                                                                  | Italia                                                                | 1 – 0                                                                 | Jugoslavia                                                            | Amichevole                                                            | -                                                                     | 78’                                                                   |
| 17-10-1987                                                            | Berna                                                                 | Svizzera                                                              | 0 – 0                                                                 | Italia                                                                | Qual. Euro 1988                                                       | -                                                                     | 80’                                                                   |
| 14-11-1987                                                            | Napoli                                                                | Italia                                                                | 2 – 1                                                                 | Svezia                                                                | Qual. Euro 1988                                                       | -                                                                     | 89’                                                                   |
| 5-12-1987                                                             | Milano                                                                | Italia                                                                | 3 – 0                                                                 | Portogallo                                                            | Qual. Euro 1988                                                       | -                                                                     | 61’                                                                   |
| Totale                                                                |                                                                       | Presenze (66º posto)                                                  | 41                                                                    |                                                                       | Reti                                                                  | 5                                                                     |                                                                       |

## Palmarès

### Club

#### Competizioni nazionali
- Coppa Italia: 2

Inter: 1981-1982
Napoli: 1986-1987
- Campionato italiano: 1

Napoli: 1986-1987

#### Competizioni internazionali
- Coppa Piano Karl Rappan: 1

Perugia: 1978